# 北山町 (名古屋市)
北山町（きたやまちょう）は、愛知県名古屋市昭和区の地名。現行行政地名は北山町1丁目から北山町3丁目。住居表示未実施。

## 地理
名古屋市昭和区北西部に位置する。

## 歴史

### 町名の由来
御器所町の字に由来する。

### 沿革
- 1933年（昭和8年）9月20日 - 中区御器所町および広路町の各一部により、同区北山町として成立[1]。
- 1937年（昭和12年）10月1日 - 昭和区成立に伴い、同区北山町となる[1]。
- 1941年（昭和16年）3月15日 - 一部が北山本町に編入される[9]。
- 1942年（昭和17年）1月15日 - 北山本町の一部を編入する[1]。

## 世帯数と人口
2019年（平成31年）1月1日現在の世帯数と人口は以下の通りである。
| 町丁   | 世帯数  | 人口    |
| ------ | ------- | ------- |
| 北山町 | 800世帯 | 1,477人 |

## 学区
市立小・中学校に通う場合、学校等は以下の通りとなる。また、公立高等学校に通う場合の学区は以下の通りとなる。なお、小・中学校は学校選択制度を導入しておらず、番毎で各学校に指定されている。
| 丁目        | 小学校                                    | 中学校                                    | 高等学校 |
| ----------- | ----------------------------------------- | ----------------------------------------- | -------- |
| 北山町1丁目 | 名古屋市立吹上小学校                      | 名古屋市立北山中学校                      | 尾張学区 |
| 北山町2丁目 | 名古屋市立吹上小学校                      | 名古屋市立北山中学校                      | 尾張学区 |
| 北山町3丁目 | 名古屋市立吹上小学校 名古屋市立広路小学校 | 名古屋市立北山中学校 名古屋市立駒方中学校 | 尾張学区 |

## その他

### 日本郵便
- 郵便番号 : 466-0006[4]（集配局：昭和郵便局[12]）。